# UEFA Cup finalen 1981
UEFA Cup finalen 1981 var to fodboldkampe som skulle finde vinderen af UEFA Cup 1980-81. De blev spillet den 6. og 20. maj 1981 imellem engelske Ipswich Town og hollandske AZ '67.
Kampene var kulminationen på den 10. sæson i Europas næststørste klubturnering for hold arrangeret af UEFA siden etableringen af UEFA Cup i 1971. For begge hold var det første, og indtil videre eneste gang, at de var i en europæisk finale. 
Ipswich vandt samlet 5-4, efter at de i den første kamp hjemme på Portman Road havde vundet 3-0. 14 dage efter på Olympisch Stadion i Amsterdam var AZ '67 tvunget frem på banen, hvilket resulterede i at Frans Thijssen bragte Ipswich foran i det 4. minut. AZ vandt dog returkampen på hjemmebane med 4-2, hvilket ikke var nok til at sikre den samlede sejr. 
Den danske spiller Kristen Nygaard Kristensen deltog i begge kampe for AZ '67. 

## Kampene

### 1. kamp
| 6. maj 1981 |

| Ipswich Town                                 | 3 – 0   | AZ '67 |
| -------------------------------------------- | ------- | ------ |
| Wark 30' (str.) · Thijssen 47' · Mariner 55' | Rapport |        |

| Portman Road, Ipswich Tilskuere: 27.532 Dommer: Adolf Prokop (Østtyskland) |

### 2. kamp
| 20. maj 1981 |

| AZ '67                                       | 4 – 2   | Ipswich Town             |
| -------------------------------------------- | ------- | ------------------------ |
| Welzl 7' · Metgod 25' · Tol 40' · Jonker 73' | Rapport | 4' Thijssen · 32' Wark · |

| Olympisch Stadion, Amsterdam Tilskuere: 28.500 Dommer: Walter Eschweiler (Vesttyskland) |